# Matar judíos
Se denomina «matar judíos» a una tradición que se celebra en la provincia de León (España) consistente en beber limonada de vino durante Semana Santa.

## Origen de la tradición

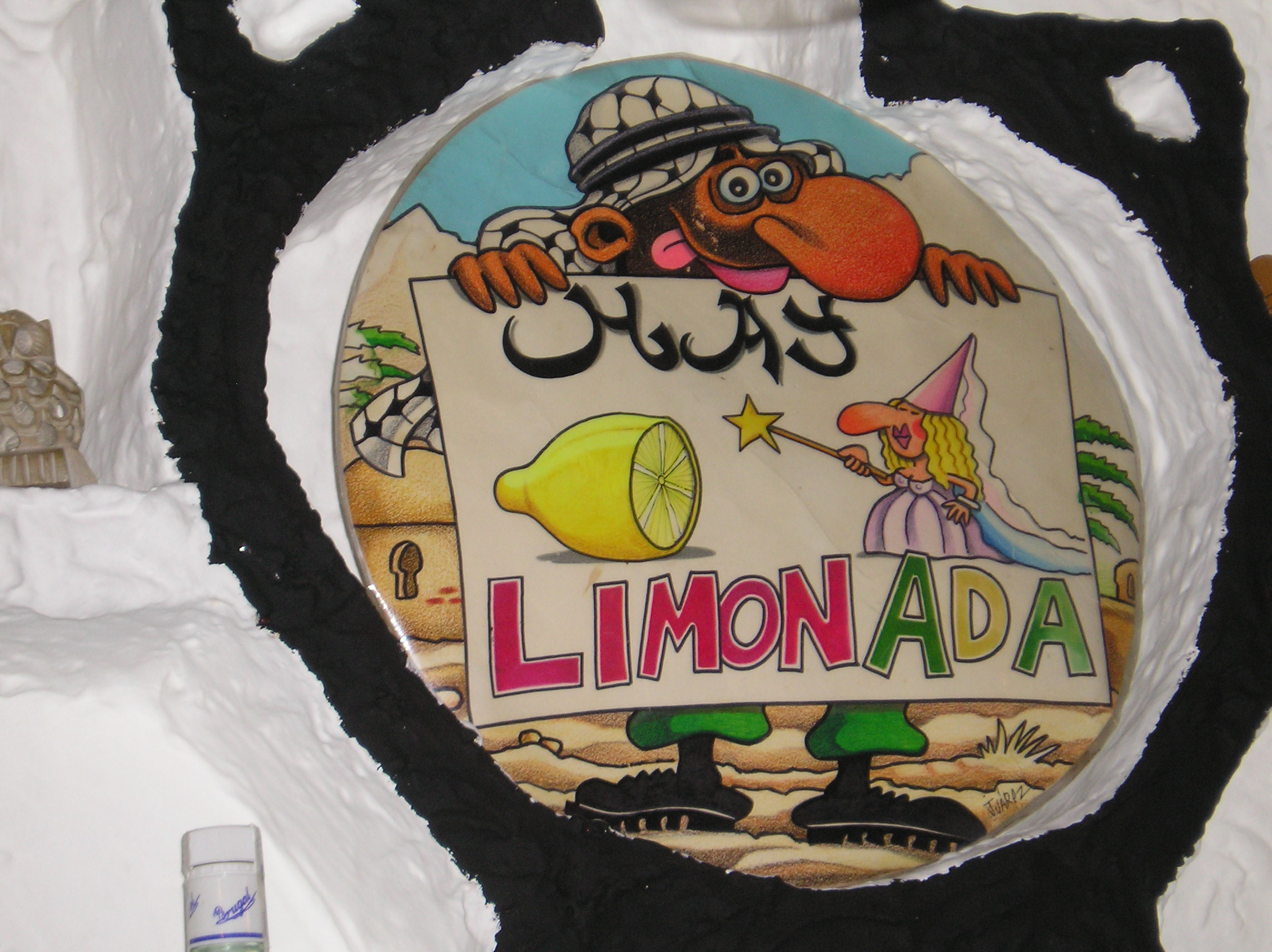
Cartel indicando la venta de limonada

El origen de la expresión es incierto y son varias las teorías sobre el mismo, aunque parece estar vinculada con la relación entre cristianos y judíos durante la Edad Media en la ciudad de León. A finales del siglo XII, los monarcas Alfonso VIII de Castilla y Pedro II de Aragón asaltaron las juderías de León, situadas en aquel momento en la zona de Puente Castro, lo que obligó a los judíos a huir e instalarse en la ciudad, en concreto en el barrio de Santa Ana y plaza de San Martín. A mediados del siglo XIV Suero de Quiñones debía dinero a un prestamista judío de la ciudad y para no pagar su deuda animó a acabar con los judíos, a quienes se culpaba de la muerte de Jesús. Entre Jueves Santo y Viernes Santo Suero de Quiñones y otros fueron a la judería donde asesinaron a mucha gente, incluido el prestamista, para posteriormente celebrar su muerte bebiendo vino. De este hecho procedería la tradición de «matar judíos» durante Semana Santa.
Otras versiones de ese hecho indican que para evitar los ataques a los judíos en Semana Santa, las autoridades permitieron la consumición en las tabernas de una bebida alcohólica suave (limonada) —en unas fechas que eran de abstinencia y ayuno— para que así los atacantes se emborrachasen y no llevasen a cabo sus intenciones. Asimismo otras variantes señalan que la limonada recuerda las palabras de Jesucristo «Tengo sed» (Jn 19, 28) o se vincula a la transmisión de la expresión «Limonada que trasiego, judío que pulverizo».